# 光福寺 (下関市)
光福寺（こうふくじ）は、山口県下関市彦島緑町にある真言宗の寺院である。